# Vlagyimir Vasziljevics Atlaszov
Vlagyimir Vasziljevics Atlaszov (Владимир Васильевич Атласов) (1664 – 1711) orosz felfedező. Szibéria területén, Kamcsatkában folytatott kutatásokat. Az Atlaszov Sziget, az Atlaszova vulkán, ami egy lakatlan vulkanikus sziget, melyet róla neveztek el.
Az oroszok hallottak riportjairól. Vlagyimir Atlaszov megszervezte kutató expedícióit, sok emberrel dolgozott. Egy csoport embert hegyekbe küldött, hogy cölöpépítményt építsenek Kamcsatkában.
1700 júniusában Jakutszkban járt és 1701 februárjában eljutott Moszkvába, ahol cikket írt kutató munkájáról. Az Angara folyón találkozott és kifosztott egy kereskedőt, aki kínai árucikkekket szállított.
1707-ben visszatért Kamcsatkára.

## Külső hivatkozások
- https://web.archive.org/web/20181204043736/http://discover-history.com/explorers/Atlasov-Vladimir-Vasilyevich.htm
- Orosz történészek Vlagyimir Atlaszovról[halott link]